# نامزدنامه
نامزدنامه (به انگلیسی: slate) فهرستی متشکل از چند نامزد است که همگی مواضع یکسانی دارند و ذیل یک پلاتفرم در یک انتخابات چندبرنده (انتخاباتی برای بیش از یک کرسی) شرکت می‌کنند.
ممکن است پلاتفرم مشترک به این خاطر باشد که همهٔ اعضای نامزدنامه عضو حزب سیاسی واحدی باشند یا سیاست‌های مشابهی را دنبال کنند یا . . .